# Le Mesnil-Fuguet
Le Mesnil-Fuguet là một xã thuộc tỉnh Eure trong vùng Normandie miền bắc nước Pháp.